# Savigné-l'Évêque
Savigné-l'Évêque é uma comuna francesa na região administrativa do País do Loire, no departamento de Sarthe. Estende-se por uma área de 28.48 km². Em 2010 a comuna tinha 4 112 habitantes (densidade: 144,4 hab./km²).